# Charles B. Mitchel
Charles Burton Mitchel, född 15 september 1815 i Sumner County, Tennessee, död 20 september 1864 i Little Rock, Arkansas, var en amerikansk demokratisk politiker.
Mitchel avlade 1833 sin grundexamen vid University of Nashville och 1836 sin läkarexamen vid Jefferson Medical College. Han var 1848 medlem av Arkansas House of Representatives, underhuset i den lagstiftande församlingen i delstaten Arkansas. Han var ledamot av USA:s senat från 4 mars till 11 juli 1861. Han avgick som senator i samband med Arkansas utträde ur USA. Därefter blev Mitchel invald i Amerikas konfedererade staters senat. Han avled i ämbetet. Augustus Hill Garland efterträdde honom i Amerikas konfedererade staters senat.
Mitchels grav finns på Old Washington Cemetery i Washington, Arkansas.